# Giulia Tofana
Giulia Tofana (o Toffana) (Palermo, ... – Roma, 1651) è stata un'artigiana italiana.
Cortigiana della corte di Filippo IV di Spagna e fattucchiera, fu considerata una serial killer sui generis, in quanto simpatizzante per donne che si sentivano intrappolate in matrimoni sbagliati, alle quali vendeva veleni da somministrare ai mariti.

## Biografia
Giulia Tofana era figlia o nipote di Thofania d'Adamo, una criminale giustiziata a Palermo il 12 luglio 1633 con l'accusa di aver avvelenato il marito Francesco. Se Giulia fosse proprio la figlia di Thofania, potrebbe spiegarsi così l'apprendimento delle prime nozioni sui veleni.
Le viene attribuita l'invenzione dell'acqua tofana, un veleno incolore, inodore e insapore altamente tossico, capace nel giro di pochi giorni di provocare al malcapitato una morte apparentemente naturale, che vendette principalmente a donne intrappolate in matrimoni violenti, trascinando in questa attività anche la figliastra Girolama Spana. Per alcuni studiosi, però, a mettere a punto la composizione dell'acqua tofana era stata Thofania d'Adamo.
Dopo alcuni anni una cliente della donna, la contessa di Ceri, per liberarsi del marito, utilizzò tutto il liquido della boccetta contenente il veleno, smuovendo i sospetti dei parenti del defunto. Le indagini condussero a Giulia Tofana, la quale venne imprigionata e torturata, ammettendo di aver venduto, soprattutto a Roma, durante il periodo della peste (cosa che rendeva ancora più difficile identificare gli avvelenamenti), boccette sufficienti ad uccidere 600 persone, in un periodo compreso tra il 1633 e il 1651, anno della sua morte. A ereditare il segreto dell'acqua tofana fu la figliastra Girolama Spana. Ma costei, contrariamente alla matrigna che sembra sia morta impunita, finì nelle mani della giustizia assieme alle quattro "comari" (Giovanna de Grandis, Maria Spinola soprannominata "Grifola", Laura Crispolti e Graziosa Farina) che l'aiutavano a produrre e dispensare la pozione letale. Processate a Roma e condannate a morte, le cinque criminali nel pomeriggio del 5 luglio 1659 vennero impiccate alle forche erette a Campo dei Fiori.

## L'acqua tofana
Secondo alcune fonti, l'acqua tofana fu inventata proprio dalla presunta madre di Giulia, Thofania d'Adamo. Dopo la sua esecuzione, avvenuta nel 1633, sua figlia si limitò ad allargare il mercato, vendendo il veleno al di fuori di Palermo, quindi a Napoli e a Roma. L'acqua tofana era altamente tossica, essendo sufficiente una piccola quantità per procurare al malcapitato una morte priva di sintomi sospetti, facendo sì che l'assassinio non venisse scoperto.